# Serbiens økonomi
Serbiens økonomi er en service-baseret øvre middelindkomst-økonomi i Centraleuropa med en tertiærsektor der står for to-tredjedele af landets samlede BNP. Økonomien fungerer efter frie markedsprincipper. Det nominelle BNP i 2022 var estimeret til at blive $72,587 mia., hvilket er $10.648 per indbygger, mens BNP baseret på købekraft var $175,250 mia., hvilket er $25.709 per indbygger.
De største sektorer i landets økonomi er energi, bilindustri, maskinbygning, minedrift og landbrug. Landets primære industrielle eksport er biler, metaller, møbler, forarbejdede madvarer, maskiner, kemikalier, sukker, dæk, tøj og lægemidler.) Handel spiller en stor rolle i Serbiens økonomi, og de primære handelspartnere er Tyskland, Italien, Rusland, Kina og nabolandene på Balkan.
Beograd er landets hovedstad og økonomiske hjerte, da byen rummer størstedelen af de store serbiske og internationale virksomheder der findes i landet, samt Serbiens nationalbank og Beograd Aktiebørs. Novi Sad og Niš er hhv. den næststørste og tredjestørste by, og de er de vigtigste økonomiske centrer uden for Beograd.